# The Valkyrians
The Valkyrians sind eine finnische Band.

## Bandgeschichte
Die Valkyrians gründeten sich 2002 in Helsinki. Musikalisch bezieht diese fünfköpfige Band ihre Wurzeln aus dem jamaikanischen Early Reggae und Rocksteady der 1960er Jahre, wie auch aus dem britischen 2-tone der 1970er Jahre.
Im Jahr 2004 veröffentlichte die Band ihre erste Single Miracle. Der Durchbruch gelang den Valkyrians im Jahr 2006 mit der Coverversion von Rankin’ Fullstop die, exakt wie das Original von The Beat seinerzeit in England, auf Platz 6 der finnischen Single-Charts kletterte. Im September 2006 erscheint das Album High And Mighty.
Im Dezember 2006 war die Band erstmals auch in Deutschland auf Tour. Eine Lizenzausgabe des Albums High And Mighty mit Live-Bonustracks erschien im April 2007 in Deutschland auf dem Label Pork Pie.

## Diskografie

### Alben
- 2006: High & Mighty
- 2009: The Beat Of Our Street
- 2011: Punkrocksteady
- 2015: Rock My Soul

### Singles
- 2004: Miracle, EP
- 2006: Hooligans
- 2006: Rankin’ Fullstop
- 2006: Do You Really Wanna Know
- 2011: Heart of Glass
- 2011: Hold On Rudy